# Ludwig Böck
Ludwig Böck (* 7. September 1902 in Nesselwang; † 14. März 1960 ebenda) war ein deutscher Skisportler, der in der Nordischen Kombination, im Skispringen und im Skilanglauf aktiv war.

## Werdegang
Ludwig Böck trat bei den Olympischen Winterspielen 1928 in St. Moritz teil. Er belegte in der Nordischen Kombination den 7. und im Skilanglauf über 18 Kilometer den 14. Platz. 
1933 erbaute er ein heute nach ihm benanntes Sportheim am Nesselwanger Hausberg Alpspitz. 1935 gründete er die erste Skischule in Nesselwang und baute nach dem Zweiten Weltkrieg für seine Gäste den ersten Schlepplift am Gipfelhang der Alpspitz und legte somit wesentliche Grundlagen zur Erschließung des Berges als Skigebiet und zum Image Nesselwangs als „Skihochburg“. Im Alter von 46 Jahren beendete er mit dem Eröffnungsspringen der Füssener Kobel Sprungschanze seine Karriere.
Am 16. April 1938 beantragte er die Aufnahme in die NSDAP und wurde rückwirkend zum 1. Januar desselben Jahres aufgenommen (Mitgliedsnummer 6.009.249).

## Persönliches
Böck war Hotelier, Bauer und Skilehrer. Sein Sohn Helmut war ebenfalls Skisportler und nahm an den Olympischen Winterspielen 1952 und 1956 teil.